# Map (программирование)
map — функция высшего порядка, используемая во многих языках программирования, которая применяет какую-либо функцию к каждому элементу списка своих аргументов, выдавая список результатов как возвращаемое значение. При рассмотрении в функциональной форме она часто называется «применить-ко-всем».
Например, если определить функцию square следующим образом:
```
square
 
x
 
=
 
x
 
*
 
x

```

то вызов map square [1,2,3,4,5] вернёт список [1,4,9,16,25], так как map применит функцию square к каждому элементу, собирая результаты в том же порядке.

## Сравнение языков
Функция map произошла из языков функционального программирования, но поддерживается (или определена) во многих процедурных, объектно-ориентированных и мультипарадигменных языках, например: в стандартной библиотеке шаблонов C++ она называется transform, в C# (3.0) она представляется методом Select. Функция также часто используется в высокоуровневых языках, таких как Perl, Python и Ruby; во всех трёх языках функция называется map. В Ruby для map также существует псевдоним collect. В Common Lisp существует целое семейство функций, подобных map, например: mapcar, соответствующее описанному здесь поведению (суффикс car означает доступ к первому элементу списка). Также существуют языки с синтаксическими конструкциями, предоставляющими функциональность, аналогичную функции map.
Иногда встречается обобщённая версия map, принимающая функцию двух аргументов, 2 списка и применяющая её к соответствующим элементам списков. В некоторых языках для них заданы специальные имена вроде map2 или zipWith. Функция map с двумя или более списками порождает проблему работы со списками различной длины. Различные языки ведут себя по-разному: некоторые выбрасывают исключение, другие останавливаются по достижению конца короткого списка и игнорируют остальные элементы более длинных списков, третьи идут до самого длинного, возвращая некоторое специальное значение для списков, чьи значения уже закончились.
В языках, поддерживающих функции первого класса, map можно использовать с каррированием для получения функции, проводящей заранее заданное преобразование над списком. Например, map square в языке Haskell — функция, возвращающая список, каждый элемент которого равен соответствующему элементу списка-аргумента, возведённому в квадрат.

## mapв различных языках
| Язык            | Map                                                 | Map 2 списков                                                       | Map n списков                                                           | Примечания                                                                                             | Поведение при списках различной длины |
| --------------- | --------------------------------------------------- | ------------------------------------------------------------------- | ----------------------------------------------------------------------- | --- | --- |
| Haskell         | map func list                                       | zipWith func list1 list2                                            | zipWithn func list1 list2 …                                             | n соответствует числу списков; определено вплоть до zipWith7                                           | останавливается после конца самого короткого списка |
| Haxe            | Lambda.map(iterable, func)                          |                                                                     |                                                                         | | |
| J               | func list                                           | list func list                                                      | func/ list1 , list2 , list3 ,: list4                                    | Возможности обработки массивов в языке позволяют неявно вызывать такие функции, как map                | Списки должны быть одинаковой длины (length error if lists not equal) |
| OCaml           | List.map func list Array.map func array             | List.map2 func list1 list2                                          |                                                                         | | выбрасывает исключение Invalid_argument |
| Standard ML     | map func list                                       | ListPair.map func (list1, list2) ListPair.mapEq func (list1, list2) |                                                                         | Для map двух списков, func получает элементы в виде кортежа.                                           | ListPair.map останавливается по достижению конца самого короткого списка, ListPair.mapEq выбрасывает исключение UnequalLengths                                                  |
| Python          | map(func, list)                                     | map(func, list1, list2)                                             | map(func, list1, list2, …)                                              | | zip() and map() (версии 3.x) останавливаются по достижению конца самого короткого списка, map() (2.x) и itertools.zip_longest() (3.x) расширяют короткие списки значениями None |
| Ruby            | enum.collect {block} enum.map {block}               | enum1.zip(enum2).map {block}                                        | enum1.zip(enum2, …).map {block} [enum1, enum2, …].transpose.map {block} | enum — это перечисление                                                                                | останавливается по достижению конца списка, на котором функция вызвана (первый список); если какой-либо другой список короче, он расширяется значениями nil                     |
| C++             | std::transform(begin, end, result, func)            | std::transform(begin1, end1, begin2, result, func)                  |                                                                         | в заголовке <algorithm> begin, end, & result итераторы результат будет записан в начало result         | |
| Perl            | map block list map expr, list                       |                                                                     |                                                                         | В block или expr специальное значение $_ содержит каждое значение из списка.                           | N/A |
| C# 3.0          | ienum.Select(func)                                  |                                                                     |                                                                         | | |
| C# 4.0          | ienum.Select(func)                                  | ienum1.Zip(ienum2, func)                                            |                                                                         | | останавливается по достижению конца самого короткого списка |
| JavaScript 1.6  | array.map(func)                                     | -                                                                   | -                                                                       | map представлен только как метод массива, поэтому возможно применение только к одному списку (массиву) | |
| Common Lisp     | (mapcar func list)                                  | (mapcar func list1 list2)                                           | (mapcar func list1 list2 …)                                             | | Останавливается по достижению конца самого короткого списка |
| Scheme, Clojure | (map func list)                                     | (map func list1 list2)                                              | (map func list1 list2 …)                                                | | Останавливается по достижению конца самого короткого списка |
| Smalltalk       | aCollection collect: aBlock                         | aCollection1 with: aCollection2 collect: aBlock                     |                                                                         | | Падает |
| Erlang          | lists: map(Fun, List)                               | lists: zipwith(Fun, List1, List2)                                   |                                                                         | также доступен zipwith3                                                                                | Списки должны быть одинаковой длины |
| PHP             | array_map(callback, array)                          | array_map(callback, array1,array2)                                  | array_map(callback, array1,array2, …)                                   | Число аргументов callback обязано совпадать с числом массивов.                                         | расширят короткие списки значениями NULL |
| Mathematica     | func /@ list Map[func, list]                        | MapThread[func, {list1, list2}]                                     | MapThread[func, {list1, list2, …}]                                      | | Списки должны быть одинаковой длины |
| MATLAB          | arrayfun(func, list)                                | arrayfun(func, list1, list2)                                        | arrayfun(func, list1, …, listn)                                         | cellfun для cell-списков                                                                               | |
| Maxima          | map(f, expr1, …, exprn) maplist(f, expr1, …, exprn) |                                                                     |                                                                         | | |
| S/R             | lapply(list,func)                                   | mapply(func,list1,list2)                                            | mapply(func,list1,list2,…)                                              | | Короткие списки циклически повторяются |
| Scala           | list.map(func)                                      | (list1, list2).zipped.map(func)                                     | (list1, list2,"list3").zipped.map(func)                                 | не более 3 списков.                                                                                    | останавливается по достижению конца самого короткого |
| Java 8          | list.stream().map(func)                             |                                                                     |                                                                         | нет функций первого класса; используется интерфейс java.lang.Function<T, R>                            | |

## Оптимизации
Математическая основа операции map позволяет проводить множество оптимизаций. (map f . map g) xs (где «.» — оператор композиции функций) эквивалентно map (f . g) xs ; то есть:
{\displaystyle \left({\text{map}}\,f\right)\circ \left({\text{map}}\,g\right)={\text{map}}\,\left(f\circ g\right)}. Эта оптимизация избавляет от необходимости в двукратном вызове map за счёт совмещения применения функций f и g.
Функцию map можно определить, используя свёртку списка. В частности, id xs = map id xs = foldr (:) [] xs = xs. Сочетание же fold и map можно оптимизировать: foldr f z . map g эквивалентно foldr (f . g) z, таким образом map g xs = (id . map g) xs = foldr ((:) . g) [] xs. Такая реализация map при использовании с односвязными списками в не-ленивых языках не поддаётся оптимизации хвостовой рекурсии напрямую (хотя подлежит оптимизации «по модулю cons»), поэтому она может привести к переполнению стека в случае применения к большим спискам.
Во многих языках существует альтернативная «инвертированная функция map», эквивалентная функции map в случае инвертированного списка, но зато с возможностью оптимизации хвостовой рекурсии. Реализация, использующая левую свёртку:
```
 
revMap
 
f
 
xs
 
=
 
foldl
 
(
\
ys
 
x
 
->
 
f
 
x
 
:
 
ys
)
 
[]
 
xs

```